# 中国人口学会
中国人口学会是中华人民共和国人口科学工作者组成的全国性社会团体，由中华人民共和国国家卫生健康委员会主管，1981年2月27日在北京市成立。